# Langeled
Langeled — офшорний газопровід у Північному морі, основним завданням якого є доставка газу родовища Ормен Ланге до Великої Британії.
Розробка Ормен Ланге у Норвезькому морі потребувала прокладання відповідної інфраструктури для транспортування його продукції. Первісно вона надходить до газопереробного заводу у Ніхамна (Nyhamna), звідки далі спрямовується переважно до Великої Британії через газопровід довжиною 1166 км. На своєму шляху останній проходить через створений на базі родовища Слейпнір газовий хаб, який через систему Zeepipe також провадить поставки до Бельгії.
Відтинок від Ніхамна до Слейпнір виконано із труб діаметром 1050 мм, від Слейпнір до британського приймального терміналу Ізінгтон (Easington) — 1100 мм. На Слейпнірі існує можливість змішування доставленого газу для досягнення британських чи континентальних стандартів цього продукту, в залежності від подальшого напрямку експорту.
Проект носив первісну назву Britpipe (за аналогією зі згаданим раніше Zeepipe чи експортним газопроводом у Францію Franpipe), проте вона була змінена на Langeled. Перед укладанням труб за допомогою підводного апарату Hugin провадилось дослідження майбутньої траси. За його результатами дистанційно керований підводний екскаватор Nexan Spider провів необхідні підготовчі роботи, прибравши перешкоди висотою до 60 метрів. Також на дно моря для забезпечування необхідних нахилів було укладено до 3 млн т скельних порід. Безпосередньо прокладання трубопроводу виконували судна "LB200" (також відоме як "Acergy Piper") та "Soltaire" із швидкістю до 8 км на добу. Опущені на дно труби зварювались екіпажем підводного апарату Pipeline Repair Habitat.
Система була введена в дію у 2006 (ділянка Слейпнір — Велика Британія) та 2007 (ділянка Nyhamna — Слейпнір) роках. На момент спорудження Langeled був найдовшим офшорним газопроводом, поступившись у 2012 році «Північному потоку».
Річна потужність Langeled досягає 27 млрд м³, що дозволяє йому забезпечувати п'яту частину потреб Великої Британії у блакитному паливі.

## Інтернет-ресурси
- Langeled, Statoil website
- Langeled, Gassco website
- Відео